# (4909) Couteau
(4909) Couteau est un astéroïde de la ceinture principale.

## Description
(4909) Couteau est un astéroïde de la ceinture principale. Il fut découvert le 28 septembre 1949 à Nice par Marguerite Laugier. Il présente une orbite caractérisée par un demi-grand axe de 2,27 UA, une excentricité de 0,25 et une inclinaison de 2,4° par rapport à l'écliptique.

## Compléments